# Телебачення в КНДР
Телебачення в КНДР підпорядковується Центральному комітету радіомовлення та телебачення КНДР. За статистикою Reuters, на 2017 рік частка власників телевізорів серед населення КНДР становила 98 %

## Технологічні дані
- На телебаченні КНДР використовується система аналогової передачі сигналу з роздільною здатністю PAL 576i і форматом зображення 4: 3 (на Корейському центральному телебаченні — 16:9 576i, з червня 2018 року — 16:9 1080i). Кольорове мовлення здійснюється з 1974 року[1]. Спочатку як стандарт кольорового мовлення застосовувався радянсько-французький стандарт SECAM, однак згодом він був змінений на PAL-D/K, який застосовується в КНР[2]. Від СРСР також була успадкованою система мультиплексування частотних каналів телебачення OIRT. У КНДР виробляються або імпортуються телевізори, які в аналоговому як сумісні тільки з PAL, при виявленні інших стандартів кольорового мовлення в ТТХ телевізора пристрої піддаються примусовій «кастрації» з метою запобігання сумісності зі з NTSC[3].
- З 10 січня 2015 року реалізується поступовий перехід на мовлення в HD-якості[4]. Модернізація технічних засобів, розпочата за дорученням Кім Чен Ина, привела до того, що на північнокорейському телебаченні з'явилися сучасні технології виробництва телепередач: віртуальні студії, аерофотозйомка і покадрова фотографія[5][6].
- Основним засобом передачі сигналу є наземне ефірне мовлення, однак в Пхеньяні є і кабельне телебачення.
- З 2012 року мовленими органами КНДР реалізується поступовий перехід на цифрове ефірне телебаченняе[7]. На грудень 2020 року в КНДР доступні чотири моделі телевізійних приставок, які приймають сигнал у форматі DVB-T2; в залежності від способу придбання (на будинок / під'їзд або для індивідуального користування) ціна становить від 6 до 22 тисяч північнокорейських вон. Також цифровий сигнал можна приймати через додатки ТВ-тюнера планшетних комп'ютерів Samjiyon[8] або Pyongyang 3404 (з 2019 року)[9], також цифровий сигнал поширюється через IPTV-систему «Манбан»[10]. Основною причиною використання даного формату повідомляється те, що DVB-T2 не використовується в КНР (де застосовується DTMB) і Республіці Корея (застосовується ATSC), проте цей стандарт використовується в Росії, Тайвані та В'єтнамі[11][12].
- Логотип Корейського центрального телебачення в ефірі розміщується в верхньому лівому кутку, тоді як логотипи інших телеканалів розміщуються в верхньому правому куті.
- Під час відображення УЕІТ в останні 30 хвилин перед початком ефіру корейського центрального телебачення и Рьоннамсана замість тестового звуку програється класична музика і патріотичні пісні КНДР.

## Програмна політика
Стан свободи мовлення є одним з найгірших в світі, проте в 2010-х роках побудова сітки мовлення північнокорейських телеканалів покращився. Передаються міжнародні новини, і якість освітніх програм високе. Документальні фільми виходять в ефір часто, і зазвичай присвячені темі здоров'я, корейської та світової історії і географії. Для всіх чотирьох телеканалів обов'язковою умовою є включення в сітку мовлення випуску новин Корейського центрального телебачення, що виходить в ефір щодня о 20:00.

## Телеканали

### Корейське центральне телебачення
Найстарший за віком телеканал КНДР, який почав регулярне мовлення в 1963 році. Станом на 2015 рік є єдиним північнокорейським телеканалом, що має вихід в Інтернет і на супутникове мовлення; KCTV має свій канал на YouTube (з 2017 року розпочато онлайн-стрім ефіру на YouTube) і сторінку в соціальній мережі Facebook. Супутникове мовлення здійснюється в HD-якості в форматі 16:9, з 4 грудня 2017 року розпочато тестове ефірне мовлення у форматі 16:9 SDTV, остаточно змінене на HDTV в червні 2018 року.

### Мансуде
Телеканал, орієнтований на трансляцію цензурованого зарубіжного контенту, з обмеженим доступом до мовлення для звичайних громадян КНДР.

### Рьоннамсан
Рьоннамсам (кор. 룡 남산 텔레비죤) — освітній телеканал для північнокорейських студентів, що мовить корейською та іншими іноземними мовами. Другий за віком телеканал КНДР після Корейського центрального телебачення.
- Телеканал почав мовлення 1 (за іншими даними 15 квітня 1971 року, до 59-річчя від дня народження Кім Ір Сена) під назвою «Кесон». 10 жовтня 1991 року здійснено перехід на кольорове мовлення. Канал здійснював мовлення в двох містах: Пхеньяні (9 ТВК) і Кесоні (8 ТВК).
- 1 (за іншими даними 16) лютого 1997 року проведено перший ребрендинг телеканалу в «Корейський культурно-освітній канал»[17]. За даними, представленими в книзі «North Korea Handbook»[18], ребрендинг був пов'язаний з 55-річчям Кім Чен Іра. В цей же день мовлення на обох національних частотах було розділено: новий культурно-освітній канал залишився у Пхеньяні, а Кесонський передавач був переналаштований на формат мовлення NTSC з метою поліпшити поширення сигналу в бік південнокорейської території. Метою даного мовлення була пропаганда північнокорейської культури серед південнокорейських телеглядачів. Частота 8 ТВК була обрана для того, щоб не дати сигналу виявитися заглушений південнокорейськими телепередавачами, оскільки в Сеулі частоти 7 і 9 ТВК до 31 грудня 2012 року було зайнято телеканалами KBS2 і KBS1 відповідно, а в той же час KBS1 і KBS2 мовили в демілітаризованій зоні на 29 і 28 ТВК відповідно, хоча їх сигнал глушить КНДР. Різним також залишався і ефірний час: якщо по буднях він збігався (17:00-22:00 по буднях), то по вихідних в Пхеньяні мовлення велося з 12:00 до 22:00, а в Кесоні — з 9:00 до 12:00 і з 15:00 до 22:00.
- 5 вересня 2012 року телеканал отримав сучасну назву, змінена концепція мовлення[19].
- Основу сітки мовлення телеканалу складають науково-популярні фільми англійською мовою, телевізійні лекції та пізнавальні програми для вивчення іноземних мов[20]. З цієї ж причини спочатку планувалося, що основною аудиторією стануть студенти пхеньянських вузів, однак з поширенням «Манбана» з 2016 року потенційний охоплення каналу розширився і за межі столиці КНДР. Спочатку переформатований канал мовив тільки три дні на тиждень (понеділок, середа, п'ятниця з 19:00 до 22:00), однак до листопада 2019 року тривалість ефірного часу була збільшена до 20 годин на тиждень (понеділок-п'ятниця, 18:00-22:00)[10]

### Спортивне телебачення
Спортивне телебачення (кор. 체육 텔레비죤, інший варіант перекладу — Атлетичне телебачення) — спортивний телеканал в КНДР, що мовить корейською мовою. Канал розпочав своє офіційне мовлення 15 серпня 2015 року. Основу мовлення складають трансляції спортивних змагань за участю спортсменів з КНДР, документальні фільми та передачі про історію спорту в КНДР у світі і про розвиток масового спорту.
Даних про частоти немає. Трансляція здійснюється по суботах і неділях з 19:00 до 22:00. О 20:00 PYT на каналі транслюється випуск новин Корейського центрального телебачення. На каналі використовується та ж настроювальна таблиця, що і на Корейському центральному телебаченні (до 4 грудня 2017 року) і Рьоннамсані, однак замість коня Чхоллима (символу УЕІТ КЦТВ) використовується спортивний кубок, а замість слова «Пхеньян» — слово «Спорт» (кор. 체육).

## Телемовні станції

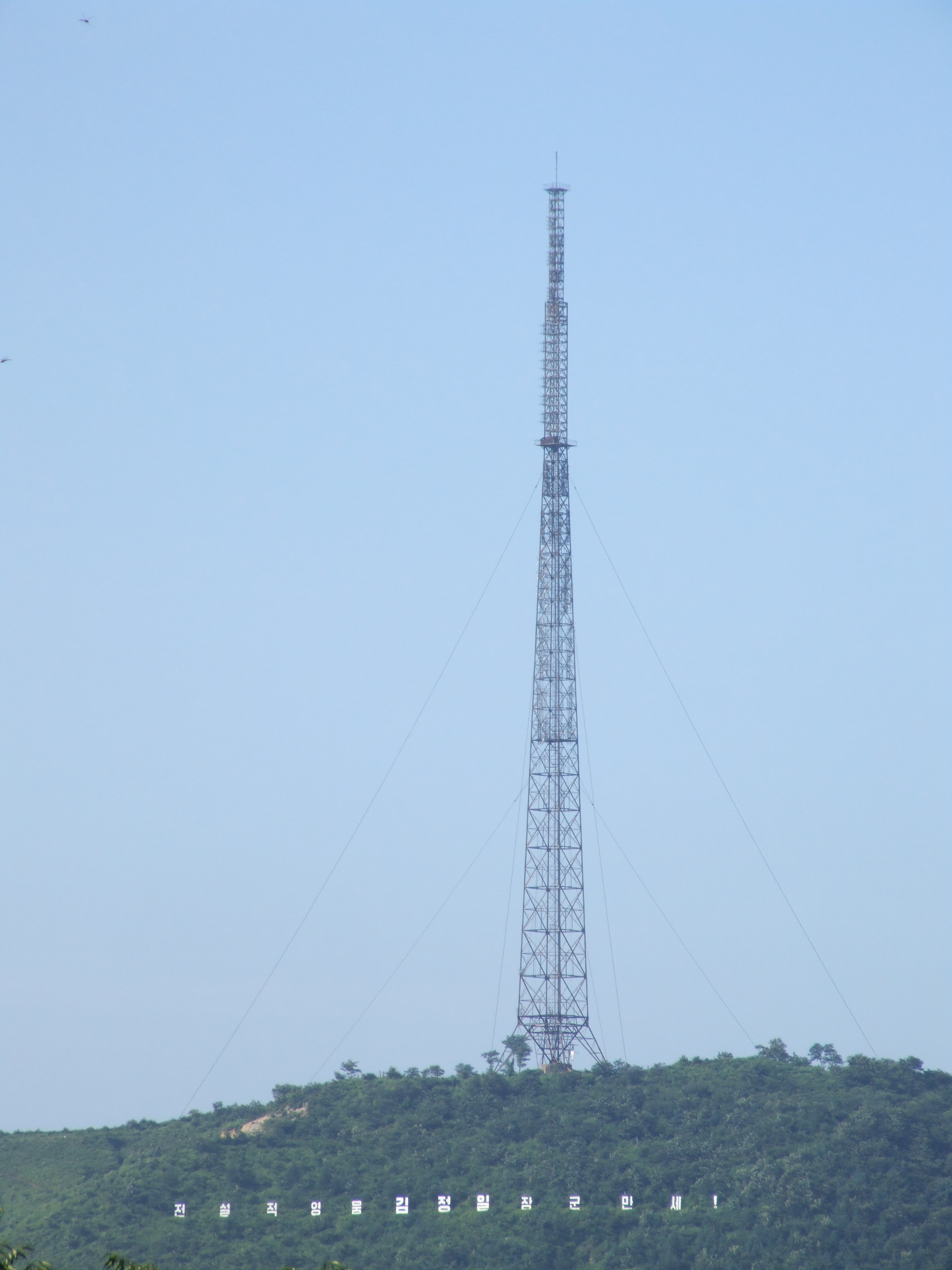
Телевежа в Кесоні, з якої ведеться іномовлення на Республіку Корею

- Пхеньянська телевежа
- Кесонська телевежа

## Технології IPTV
16 серпня 2016 року в КНДР компанією «Манбан — Інформаційно-технологічний сервіс» (директор Кім Юнг-мін) була презентована система IPTV «Манбан», заснована на інтерфейсі Netflix і всіх технічних засобах, подібному до південнокорейської системою Roku. Доступ до неї здійснюється через інтранет-мережу «Кванмьон». Робота системи здійснюється в Пхеньяні, Сінийджу і Сарівоні. Станом на березень 2018 року уряд КНДР була встановлена комерційна ціна для придбання громадянами КНДР комплекту обладнання для використання мережі — 650 юанів.

## Розподіл основних частот мовлення
У різних джерелах матеріалів про телебачення КНДР надаються різні, часом суперечливі дані щодо розподілу основних ефірних частот мовлення північнокорейських телеканалів:
- У Книзі фактів телебачення і радіо (основне класичне джерело) згадується три ефірні передавачі на Пхеньянській телевежі. Згідно із частотним планом, станом на 2013 рік, використовувалися лише метрові частоти ТВК: 5 ТВК — Мансуде, 9 ТВК — Рьоннамсан, 12 ТВК — Корейське Центральне Телебачення. Однак у 2013 році оновлені дані стали суперечити класичним фактам. При огляді ТБ-тюнера планшета «Самджійон» North Korea Tech в серпні 2013 року були виявлені нові перепрограмовані дециметрові частоти 25 і 31 ТВК[8], а в листопаді 2014 з'явилась інформація, що кількість ефірних частот знизилася до двох (10 і 12 ТВК)[28][29], що відповідало розподілу ефірних днів телеканалів «Мансуде» і «Рьоннамсан» в 2012—2015 роках, при цьому Корейське центральне телебачення зайняло 10-ту частоту, а інші канали — 12 ТВК. За непрямими даними від Daily NK, це було пов'язано з тим, що в 2009 році на частоті 95,5 МГц було запущено мовлення нової радіостанції «Чосон Інмінгун FM», орієнтованої на Корейську народну армію[30]. а використання російської системи планування частотних каналів не дозволяло надалі експлуатувати телемовлення на 5 ТВК, так як його смуга була зайнята новою радіостанцією.
- У 2016 році японськими оглядачами в незалежному блозі blogofmobile.com, була опублікована стаття, в якій був вказаний інший план телевізійних частот в Пхеньяні, що включає мовлення на 9, 17, 25 і 33 ТВК[31].
- Розподіл кнопок ефірного мовлення в IPTV «Манбан» (серпень 2016):

| Телеканал                        | кнопка |
| -------------------------------- | ------ |
| Корейське центральне телебачення | 1      |
| Мансуде                          | 2      |
| Рьоннамсан                       | 3      |
| Спортивне телебачення            | 4      |
| Корейське центральне радіо       | 5      |

## Мовлення закордонних телеканалів
У зв'язку з особливостями політичного режиму КНДР простим громадянам заборонений перегляд закордонних телеканалів і передач. Для іноземних гостей в готелях передбачений спеціальний пакет телеканалів, що транслюються через особливі мережі. За даними кореєзнавця Костянтина Асмолова, для кожного готельного номера передбачені різні пакети телеканалів.
Станом на листопад 2016 року іноземні гості, які розміщуються в готелі «Корі», можуть дивитися такі телеканали:
- BBC World News
- Аль-Джазіра
- CCTV (5-6 каналів)[33]
- Корейське центральне телебачення, Мансуде, Рьонамсан, Спортивне телебачення
- Russia Today, НТВ-Мир
- France 24
- NHK World